# برج عدالت

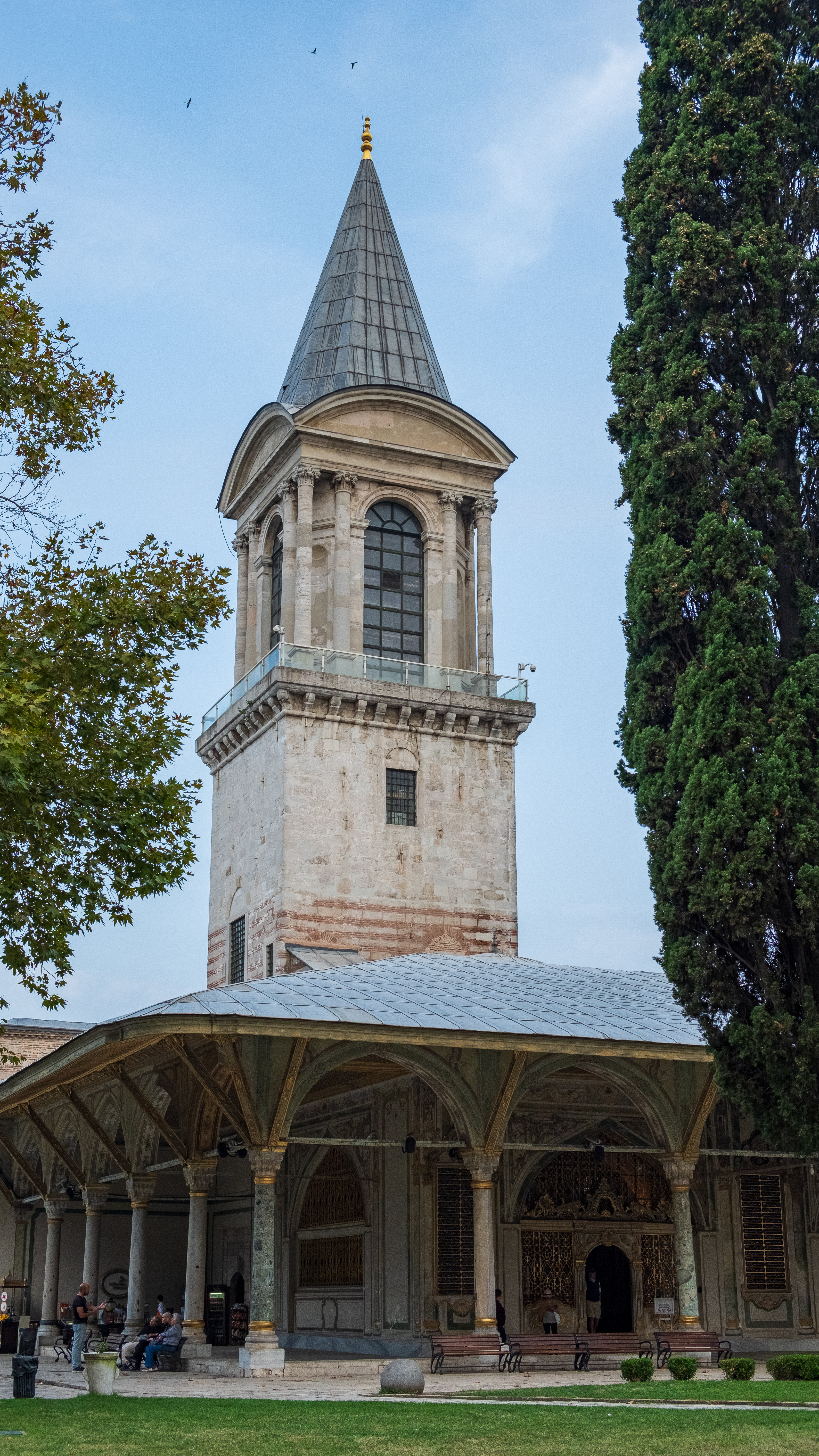
نمایی از برج عدالت در کنار دیوان همایونی (قبه آلتی)

برج عدالت (به ترکی استانبولی: Adalet kulesi) یکی از ساختمان‌های واقع در کاخ طوپقاپی می‌باشد. این ساختمان که بلندترین سازه موجود در کاخ توپقاپی به‌شمار می‌رود با پنجره‌هایی با حفاظ فلزی مقابل دیوار اولین تالار دیوان همایونی عثمانی می‌باشد. سلاطین (و گاهی والده سلطان‌ها و نایبین سلطنت) عثمانی ملاقات‌های دیوان همایون را از برج عدالت نظارت می‌کردند.

## تاریخچه
این ساختمان در ابتدا در طرح قلعه توپ‌کاپی در دوران سلطان محمد فاتح ظاهر شده بود و سپس در دوران سلطان سلیمان قانونی که بین ۱۵۲۷ تا ۱۵۲۹ بود، گسترش یافت. در این بازسازی، بخش سنگی روی ساختمان اضافه شد و یک پنجرهٔ محجربه بخشی از ساختمان که به سمت کوبه‌التی (دیوان‌های همایون، یعنی شورای وزیران دیوان همایونی) نگاه می‌کرد، اضافه شد. پادشاه از طریق این پنجره جلسات دیوان را نظارت می‌کرد و تصمیم‌گیری‌ها را بررسی می‌کرد. گفته می‌شود که در صورتی که پادشاه با تصمیم‌گیری‌ها موافق نبود، به میله‌های پنجره ضربه می‌زد یا پنجره را با پرده قرمز پوشانده و جلسات را خاتمه می‌داد.
در دوران سلطان محمود دوم، این ساختمان با اضافه کردن بخش بالایی به ساختمان و بازسازی آن به شکلی مدرن درآمد. در این دوران، ساختمان به عنوان یک قصر با سبک امپراتوری بر روی یک پایه سنگی تبدیل شد. در دوران سلطان عبدالعزیز، بخش قصر این ساختمان به شکلی غربی شده‌است. این قصر دارای پنجره‌های گرد با ستون‌های کامپوزیت است که به سبک امپراتوری و باروک طراحی شده‌است.

## ویژگی‌ها
ساختمان عدالت، به دلیل جلسات دیوان که به رهبری وزیراعظم برگزار می‌شد و پادشاه قادر بود هر زمانی که خواست دیوان را نظارت کند، ساخته شده‌است. این ساختمان همچنین نشانگر اهمیتی است که سلطنت عثمانی به عدالت می‌دهد. محل این ساختمان، از نظر نمادین بسیار مهم است. این ساختمان در کنار کوبه‌التی (دیوان‌های همایون، یعنی شورای وزیران) که برای اداره دولت برگزار می‌شد، ساخته شده و به جامعه پیامی راجع به اداره عادلانه دولت و تصمیمات عادلانه که گرفته می‌شود، منتقل می‌کند. این ساختمان در میان حرمسرا و کوبه‌التی قرار دارد و بالاترین ساختمان کاخ توپ‌کاپی است. این ساختمان، به عنوان نماد بی‌پایان عدالت سلطنت عثمانی، به منظور دیده شدن از دور و اطمینان از عدالت پادشاه، طراحی شده‌است.